# Праліс Красницького лісництва
Праліс Красницького лісництва — пралісова пам'ятка природи місцевого значення. Об'єкт розташований на території Верховинського району Івано-Франківської області, ДП «Верховинське лісове господарство», Красницьке лісництво, квартал 29, виділи 7, 8, 9, 10.
Площа — 27 га, статус отриманий у 2020 році.